# Approssimazione lineare
In analisi matematica, un'approssimazione lineare è un tipo di approssimazione di una funzione a una retta o comunque a una funzione affine (la traslata di una funzione lineare). Questo procedimento è anche detto linearizzazione o sviluppo al primo ordine della funzione.
Le approssimazioni lineari sono usate correntemente in molte aree della matematica e della fisica, perché consentono, sotto ipotesi opportune, di semplificare problemi complessi (e talvolta non altrimenti risolubili per via analitica).

## Definizione

### Funzioni reali di variabile reale

Retta tangente al grafico della funzione nel punto.

Sia {\displaystyle f:E\subseteq \mathbb {R} \to \mathbb {R} } una funzione reale di variabile reale derivabile in {\displaystyle E}. Possiamo allora scrivere il polinomio di Taylor della funzione centrato in {\displaystyle a\in E}, arrestato al primo ordine:
{\displaystyle f(x)=f(a)+f^{\prime }(a)(x-a)+o(x-a)}
dove la notazione o piccolo {\displaystyle o(x-a)} indica che:
{\displaystyle \lim _{x\to a}{\frac {o(x-a)}{x-a}}=0}
cioè che il resto trascurato durante l'approssimazione è un infinitesimo di ordine superiore al primo. Possiamo scrivere l'approssimazione come:
{\displaystyle f(x)\approx f(a)+f^{\prime }(a)(x-a)}
che è l'equazione di una retta; essa viene chiamata retta tangente al grafico di {\displaystyle f} nel punto di ascissa {\displaystyle a}. Questa è la retta che approssima linearmente {\displaystyle f} attorno ad {\displaystyle a}, ed è definita solo per funzioni derivabili almeno una volta in tale punto; una funzione derivabile in un punto, infatti, può essere "vista a ingrandimenti sempre maggiori" fino a essere indistinguibile, negli immediati paraggi del punto, da una retta: questa è la retta tangente.

### Funzioni di variabile vettoriale

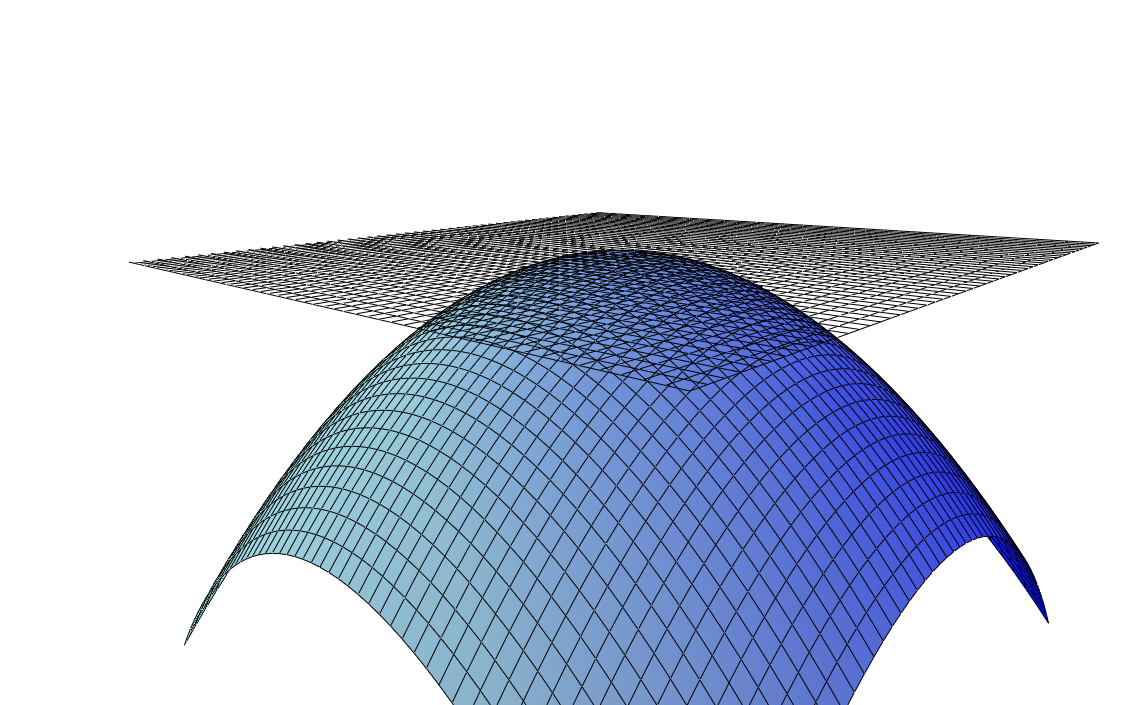
Il piano illustrato approssima linearmente la funzione (a due variabili) attorno al punto di tangenza (in questo caso, il massimo della funzione).

Sia {\displaystyle f:\Omega \subseteq \mathbb {R} ^{n}\to \mathbb {R} } una funzione reale a {\displaystyle n} variabili reali {\displaystyle x_{1},\cdots ,x_{n}}, differenziabile in {\displaystyle \Omega } aperto. Lo sviluppo al primo ordine di {\displaystyle f} attorno ad {\displaystyle \mathbf {a} \in \Omega } si può scrivere:
{\displaystyle f(\mathbf {x} )=f(\mathbf {a} )+\nabla f(\mathbf {a} )\cdot (\mathbf {x} -\mathbf {a} )+o(\|\mathbf {x} -\mathbf {a} \|)}
dove:
{\displaystyle \nabla f(\mathbf {a} )=\left({\frac {\partial f}{\partial x_{1}}}(\mathbf {a} ),\cdots ,{\frac {\partial f}{\partial x_{n}}}(\mathbf {a} )\right)}
è il gradiente di {\displaystyle f} calcolato nel punto {\displaystyle \mathbf {a} } e
{\displaystyle \nabla f(\mathbf {a} )\cdot (\mathbf {x} -\mathbf {a} )=\sum _{i=0}^{n}{{\frac {\partial f}{\partial x_{i}}}(\mathbf {a} )(x_{i}-a_{i})}}.
Questo prodotto scalare definisce un iperpiano {\displaystyle n}-dimensionale tangente al grafico (immerso nell'{\displaystyle (n+1)}-spazio) della funzione nel punto {\displaystyle \mathbf {a} }; questo iperpiano (che nel caso {\displaystyle n=1} è proprio la retta tangente) approssima linearmente la funzione attorno ad {\displaystyle \mathbf {a} }, e la funzione approssimante:
{\displaystyle f(\mathbf {x} )\approx f(\mathbf {a} )+\nabla f(\mathbf {a} )\cdot (\mathbf {x} -\mathbf {a} )}
è una funzione affine, data la linearità del prodotto scalare.
Nel caso di funzioni vettoriali {\displaystyle \mathbf {f} :\Omega \subseteq \mathbb {R} ^{n}\to \mathbb {R} ^{m}} di componenti:
{\displaystyle \mathbf {f} (\mathbf {x} )=(f_{1}(\mathbf {x} ),\cdots ,f_{m}(\mathbf {x} ))}
differenziabili una volta in {\displaystyle \Omega } aperto, è possibile approssimare linearmente la funzione componente per componente, ottenendo (per un {\displaystyle \mathbf {a} \in \Omega }):
{\displaystyle f_{i}(\mathbf {x} )\approx f_{i}(\mathbf {a} )+\nabla f_{i}(\mathbf {a} )\cdot (\mathbf {x} -\mathbf {a} )}
per ogni {\displaystyle i} da 1 a {\displaystyle m}; usando la notazione vettoriale, si può scrivere:
{\displaystyle \mathbf {f} (\mathbf {x} )\approx \mathbf {f} (\mathbf {a} )+\mathbf {J} _{f}(\mathbf {a} )\cdot (\mathbf {x} -\mathbf {a} )}
dove:
{\displaystyle \mathbf {J} _{f}(\mathbf {a} )={\begin{bmatrix}{\frac {\partial f_{1}}{\partial x_{1}}}(\mathbf {a} )&\cdots &{\frac {\partial f_{1}}{\partial x_{n}}}(\mathbf {a} )\\\vdots &\cdots &\vdots \\{\frac {\partial f_{m}}{\partial x_{1}}}(\mathbf {a} )&\cdots &{\frac {\partial f_{m}}{\partial x_{n}}}(\mathbf {a} )\end{bmatrix}}}
è la matrice jacobiana della funzione {\displaystyle \mathbf {f} } calcolata nel punto {\displaystyle \mathbf {a} }, la quale contiene tutti i gradienti delle {\displaystyle m} componenti di {\displaystyle f}; naturalmente, se {\displaystyle n=m=1}, si ritrova la formula della retta tangente.

### Generalizzazione
Una funzione definita su uno spazio di Banach può similmente essere approssimata tramite la funzione lineare:
{\displaystyle f(x)\approx f(a)+Df(a)(x-a)}
dove {\displaystyle Df(a)} è la derivata di Fréchet di {\displaystyle f} nel punto {\displaystyle a}.